# Světový pohár v alpském lyžování 2012/2013
Světový pohár v alpském lyžování 2012/2013 byl 47. ročník série vrcholných závodů v alpském lyžování organizovaný Mezinárodní lyžařskou federací. Premiérová sezóna Světového poháru se konala v roce 1967. Ročník začal během října 2012 tradičně v rakouském Söldenu, který hostil obří slalom jako úvodní závod sezóny poprvé v roce 2000. Vyvrcholení proběhlo okolo poloviny března 2013 v podobě finále ve švýcarském Lenzerheide. Celkovými vítězi se stali Rakušan Marcel Hirscher a Slovinka Tina Mazeová.

## Přehled: Historické rekordy Tiny Mazeové
Mezi 4. až 17. únorem 2013 sezónu přerušilo mistrovství světa v rakouském Schladmingu. Vůči předchozím ročníkům se body z městských závodů v paralelním slalomu započítávaly i do dílčí klasifikace slalomu, nikoli jen do celkového hodnocení. Malé křišťálové glóby nebyly uděleny v kombinaci, když organizátoři vyhodnotili tento formát zavodů za nedostatečně atraktivní z obchodního hlediska. Výsledky z kombinačních závodů přesto zůstaly součástí celkové klasifikace.
Tina Mazeová se stala prvním slovinským lyžařem, který vyhrál celkové hodnocení Světového poháru. Vítězství si zajistila 24. února 2013 osmou sezónní výhrou v méribelské superkombinaci. Sjezdovým tríumfem v Garmisch-Partenkirchenu dokázala 2. března jako třetí žena ovládnout všech pět disciplín v průběhu jediného ročníku. Již 13. ledna zvítězila vůbec poprvé v superobřím slalomu (Super-G). Tím se stala šestou lyžařkou historie, která zkompletovala výhry ze všech pěti soutěžních disciplín. Jedenáct vítězných závodů jí navíc zajistilo rekordní zisk 2 414 bodů, nejvíce v historii Světového poháru. Překonala tak maximum 2 000 bodů Hermanna Maiera ze sezóny 2000. Vylepšila také jeho absolutní rekord 22 umístění do třetího místa v jedné sezóně, když na medailové pozici dojela ve 24 závodech. V rámci žen pokořila 18 pódiových umístění Hanni Wenzelové a Pernilly Wibergové.
K dalším rekordům Tiny Mazeové ve Světovém poháru se zařadily nejvyšší počet umístění do 5. místa – ve 31 závodech (překonala 24 umístění Maiera a Wibergové), nejvyšší počet bodů získaných po prvních 10 závodech – 677 bodů (překonala 643 bodů Katji Seizingerové), nejvyšší podíl získaných bodů ze všech možných – 69 % (překonala 61 % Wibergové) a nejvyšší náskok před druhým v pořadí – 1 313 bodů (překonala náskok 743 bodů Maiera a 578 bodů Vonnové). V sezóně Slovinka dojela do třetího místa ve všech obřích slalomech, výkonu do té doby předvedeném jen Vreni Schneiderovou během roku 1989. Stala se také první ženou historie, která vévodila průběžnému hodnocení v celé sezóně, což se předtím podařilo pouze Bodemu Millerovi v roce 2005. Vyjma velkého křišťálového glóbu získala Mazeová i malé glóby za výhry v Super-G a obřím slalomu. Figurovala i na čele konečné klasifikace kombinace po vítězství v obou odjetých závodech a druhá byla ve sjezdu a slalomu. V těchto disciplínách nestačila na Američanky Lindsey Vonnovou a Mikaelu Shiffrinovou. Vonnová ukončila sezónu již 5. února 2013 po zranění kolene, které si přivodila na světovém šampionátu. Přesto ve sjezdu udržela o jediný bod konečnou první příčku před Mazeovou, protože poslední závod v Lenzerheide, plánovaný na 13. března, byl zrušen. Shiffrinová pak o tři dny později, tři dny po osmnáctých narozeninách, ovládla závěrečný slalom. Předstihla tak o 33 bodů na čele figurující Mazeovou. 
O celkovém vítězi mužů se rozhodlo až během závěrečného finále v Lenzerheide. Druhá příčka z předposledního závodu sezóny, obřího slalomu konaného 16. března, zaručila zisk druhého velkého křišťálového glóbu Marcelu Hirscherovi. Rakušan se stal prvním mužem, jenž dokázal celkový triumf obhájit od výher krajana Stephana Eberhartera v letech 2002 a 2003. Hirscher rovněž získal malý křišťálový glóbus za prvenství ve slalomu. Dvojnásobný celkový šampion Aksel Lund Svindal z Norska dominoval ve sjezdu a Super-G, čímž si připsal šestý a sedmý titul z dílčí disciplíny světové série. Výhra z obřího slalomu připadla Američanovi Tedu Ligetymu, jenž ovládl šest z osmi těchto závodů.

## Muži

### Kalendář
| 1488. | 1.     | 28. října 2012     | Sölden                 | OS 356            | Ted Ligety                    | Manfred Mölgg      | Marcel Hirscher            | [ 10 ]            |
| 1489. | 2.     | 11. listopadu 2012 | Levi                   | SL 422            | André Myhrer                  | Marcel Hirscher    | Jens Byggmark              | [ 11 ]            |
| 1490. | 3.     | 24. listopadu 2012 | Lake Louise            | SJ 425            | Aksel Lund Svindal            | Max Franz          | Marco Sullivan Klaus Kröll | [ 12 ]            |
| 1491. | 4.     | 25. listopadu 2012 | Lake Louise            | SG 167            | Aksel Lund Svindal            | Adrien Théaux      | Joachim Puchner            | [ 13 ]            |
| 1492. | 5.     | 30. listopadu 2012 | Beaver Creek           | SJ 426            | Christof Innerhofer           | Aksel Lund Svindal | Kjetil Jansrud             | [ 14 ]            |
| 1493. | 6.     | 1. prosince 2012   | Beaver Creek           | SG 168            | Matteo Marsaglia              | Aksel Lund Svindal | Hannes Reichelt            | [ 15 ]            |
| 1494. | 7.     | 2. prosince 2012   | Beaver Creek           | OS 357            | Ted Ligety                    | Marcel Hirscher    | Davide Simoncelli          | [ 16 ]            |
| 1495. | 8.     | 8. prosince 2012   | Val-d'Isère            | SL 423            | Alexis Pinturault             | Felix Neureuther   | Marcel Hirscher            | [ 17 ]            |
| 1496. | 9.     | 9. prosince 2012   | Val-d'Isère            | OS 358            | Marcel Hirscher               | Stefan Luitz       | Ted Ligety                 | [ 18 ]            |
| 1497. | 10.    | 14. prosince 2012  | Val Gardena            | SG 169            | Aksel Lund Svindal            | Matteo Marsaglia   | Werner Heel                | [ 19 ]            |
| 1498. | 11.    | 15. prosince 2012  | Val Gardena            | SJ 427            | Steven Nyman                  | Rok Perko          | Erik Guay                  | [ 20 ]            |
| 1499. | 12.    | 16. prosince 2012  | Alta Badia             | OS 359            | Ted Ligety                    | Marcel Hirscher    | Thomas Fanara              | [ 21 ]            |
| 1500. | 13.    | 18. prosince 2012  | Madonna di Campiglio   | SL 424            | Marcel Hirscher               | Felix Neureuther   | Naoki Juasa                | [ 22 ]            |
| 1501. | 14.    | 29. prosince 2012  | Bormio                 | SJ 428            | Hannes Reichelt Dominik Paris | 2. místo neuděleno | Aksel Lund Svindal         | [ 23 ]            |
| 1502. | 15.    | 1. ledna 2013      | Mnichov                | MZ 003            | Felix Neureuther              | Marcel Hirscher    | Alexis Pinturault          | [ 24 ]            |
| 1503. | 16.    | 6. ledna 2013      | Záhřeb                 | SL 425            | Marcel Hirscher               | André Myhrer       | Mario Matt                 | [ 25 ]            |
| 1504. | 17.    | 12. ledna 2013     | Adelboden              | OS 360            | Ted Ligety                    | Fritz Dopfer       | Felix Neureuther           | [ 26 ]            |
| 1505. | 18.    | 13. ledna 2013     | Adelboden              | SL 426            | Marcel Hirscher               | Mario Matt         | Manfred Mölgg              | [ 27 ]            |
| 1506. | 19.    | 18. ledna 2013     | Wengen                 | SK 117            | Alexis Pinturault             | Ivica Kostelić     | Carlo Janka                | [ 28 ]            |
| 1507. | 20.    | 19. ledna 2013     | Wengen                 | SJ 429            | Christof Innerhofer           | Klaus Kröll        | Hannes Reichelt            | [ 29 ]            |
| 1508. | 21.    | 20. ledna 2013     | Wengen                 | SL 427            | Felix Neureuther              | Marcel Hirscher    | Ivica Kostelić             | [ 30 ]            |
| 1509. | 22.    | 25. ledna 2013     | Kitzbühel              | SG 170            | Aksel Lund Svindal            | Matthias Mayer     | Christof Innerhofer        | [ 31 ]            |
| 1510. | 23.    | 26. ledna 2013     | Kitzbühel              | SJ 430            | Dominik Paris                 | Erik Guay          | Hannes Reichelt            | [ 32 ]            |
| 1511. | 24.    | 27. ledna 2013     | Kitzbühel              | SL 428            | Marcel Hirscher               | Felix Neureuther   | Ivica Kostelić             | [ 33 ]            |
| 1512. | 25.    | 27. ledna 2013     | Kitzbühel              | SK 118            | Ivica Kostelić                | Alexis Pinturault  | Thomas Mermillod-Blondin   | [ 34 ]            |
| 1513. | 26.    | 29. ledna 2013     | Moskva                 | MZ 004            | Marcel Hirscher               | André Myhrer       | Ivica Kostelić             | [ 35 ]            |
| |        | 5.–17. února 2013  | Schladming             | Mistrovství světa | Mistrovství světa             | Mistrovství světa  | Mistrovství světa          | Mistrovství světa |
| 1514. | 27.    | 23. února 2013     | Garmisch-Partenkirchen | SJ 431            | Christof Innerhofer           | Georg Streitberger | Klaus Kröll                | [ 36 ]            |
| 1515. | 28.    | 24. února 2013     | Garmisch-Partenkirchen | OS 361            | Alexis Pinturault             | Marcel Hirscher    | Ted Ligety                 | [ 37 ]            |
| 1516. | 29.    | 2. března 2013     | Kvitfjell              | SJ 432            | Adrien Théaux                 | Aksel Lund Svindal | Klaus Kröll                | [ 38 ]            |
| 1517. | 30.    | 3. března 2013     | Kvitfjell              | SG 171            | Aksel Lund Svindal            | Georg Streitberger | Werner Heel                | [ 39 ]            |
| 1518. | 31.    | 9. března 2013     | Kranjska Gora          | OS 362            | Ted Ligety                    | Marcel Hirscher    | Alexis Pinturault          | [ 40 ]            |
| 1519. | 32.    | 10. března 2013    | Kranjska Gora          | SL 429            | Ivica Kostelić                | Marcel Hirscher    | Mario Matt                 | [ 41 ]            |
| Finále Světového poháru                                                                                      |        |                    |                        |                   |                               |                    |                            |                   |
| |        | 13. března 2013    | Lenzerheide            | SJ cnx            | mlha                          | mlha               | mlha                       | mlha              |
| 14. března 2013                                                                                              | SG cnx | silný vítr         | silný vítr             | silný vítr        | silný vítr                    |                    |                            |                   |
| 1520. | 33.    | 16. března 2013    | Lenzerheide            | OS 363            | Ted Ligety                    | Marcel Hirscher    | Alexis Pinturault          | [ 42 ]            |
| 1521. | 34.    | 17. března 2013    | Lenzerheide            | SL 430            | Felix Neureuther              | Marcel Hirscher    | Ivica Kostelić             | [ 43 ]            |
| Legenda |        |                    |                        |                   |                               |                    |                            |                   |
| SJ – sjezd, SL – slalom, OS – obří slalom, SG – Super-G, SK – superkombinace, MZ – městský závod (paralelní) |        |                    |                        |                   |                               |                    |                            |                   |

### Konečné pořadí
| Poř. | po 34 závodech     | body |
| ---- | ------------------ | ---- |
| 1.   | Marcel Hirscher    | 1535 |
| 2.   | Aksel Lund Svindal | 1226 |
| 3.   | Ted Ligety         | 1022 |
| 4.   | Felix Neureuther   | 948  |
| 5.   | Ivica Kostelić     | 900  |

| Poř. | po 8 závodech       | body |
| ---- | ------------------- | ---- |
| 1.   | Aksel Lund Svindal  | 439  |
| 2.   | Klaus Kröll         | 381  |
| 3.   | Dominik Paris       | 378  |
| 4.   | Christof Innerhofer | 370  |
| 5.   | Hannes Reichelt     | 290  |

| Poř. | po 5 závodech      | body |
| ---- | ------------------ | ---- |
| 1.   | Aksel Lund Svindal | 480  |
| 2.   | Matteo Marsaglia   | 249  |
| 3.   | Matthias Mayer     | 228  |
| 4.   | Werner Heel        | 224  |
| 5.   | Adrien Théaux      | 191  |

| Poř. | po 8 závodech     | body |
| ---- | ----------------- | ---- |
| 1.   | Ted Ligety        | 720  |
| 2.   | Marcel Hirscher   | 575  |
| 3.   | Alexis Pinturault | 326  |
| 4.   | Manfred Mölgg     | 301  |
| 5.   | Thomas Fanara     | 236  |

| Poř. | po 11 závodech   | body |
| ---- | ---------------- | ---- |
| 1.   | Marcel Hirscher  | 960  |
| 2.   | Felix Neureuther | 716  |
| 3.   | Ivica Kostelić   | 535  |
| 4.   | André Myhrer     | 532  |
| 5.   | Manfred Mölgg    | 335  |

| Poř. | po 2 závodech            | body |
| ---- | ------------------------ | ---- |
| 1.   | Ivica Kostelić           | 180  |
| 1.   | Alexis Pinturault        | 180  |
| 3.   | Thomas Mermillod-Blondin | 96   |
| 4.   | Carlo Janka              | 86   |
| 5.   | Aksel Lund Svindal       | 63   |

## Ženy

### Kalendář
| 1388.                                                                                            | 1.     | 27. října 2012     | Sölden                 | OS 355            | Tina Mazeová                                                          | Kathrin Zettelová                                                     | Stefanie Köhleová                                                     | [ 44 ]            |
| 1389.                                                                                            | 2.     | 10. listopadu 2012 | Levi                   | SL 401            | Maria Höflová-Rieschová                                               | Tanja Poutiainenová                                                   | Mikaela Shiffrinová                                                   | [ 45 ]            |
| 1390.                                                                                            | 3.     | 24. listopadu 2012 | Aspen                  | OS 356            | Tina Mazeová                                                          | Kathrin Zettelová                                                     | Viktoria Rebensburgová                                                | [ 46 ]            |
| 1391.                                                                                            | 4.     | 25. listopadu 2012 | Aspen                  | SL 402            | Kathrin Zettelová                                                     | Marlies Schildová                                                     | Tina Mazeová                                                          | [ 47 ]            |
| 1392.                                                                                            | 5.     | 30. listopadu 2012 | Lake Louise            | SJ 353            | Lindsey Vonnová                                                       | Stacey Cooková                                                        | Maria Höflová-Rieschová Tina Weiratherová                             | [ 48 ]            |
| 1393.                                                                                            | 6.     | 1. prosince 2012   | Lake Louise            | SJ 354            | Lindsey Vonnová                                                       | Stacey Cooková                                                        | M. Kaufmann-Abderhaldenová                                            | [ 49 ]            |
| 1394.                                                                                            | 7.     | 2. prosince 2012   | Lake Louise            | SG 185            | Lindsey Vonnová                                                       | Julia Mancusová                                                       | Anna Fenningerová                                                     | [ 50 ]            |
| 1395.                                                                                            | 8.     | 7. prosince 2012   | Svatý Mořic            | SK 092            | Tina Mazeová                                                          | Nicole Hospová                                                        | Kathrin Zettelová                                                     | [ 51 ]            |
| 1396.                                                                                            | 9.     | 8. prosince 2012   | Svatý Mořic            | SG 186            | Lindsey Vonnová                                                       | Tina Mazeová                                                          | Julia Mancusová                                                       | [ 52 ]            |
| 1397.                                                                                            | 10.    | 9. prosince 2012   | Svatý Mořic            | OS 357            | Tina Mazeová                                                          | Viktoria Rebensburgová                                                | Tessa Worleyová                                                       | [ 53 ]            |
| 1398.                                                                                            | 11.    | 14. prosince 2012  | Val-d'Isère            | SJ 355            | Lara Gutová                                                           | Leanne Smithová                                                       | Nadja Kamerová                                                        | [ 54 ]            |
|                                                                                                  |        | 15. prosince 2012  | Val-d'Isère            | SG cnx            | husté sněžení; přesunuto do Garmisch-Partenkirchenu na 1. března 2013 | husté sněžení; přesunuto do Garmisch-Partenkirchenu na 1. března 2013 | husté sněžení; přesunuto do Garmisch-Partenkirchenu na 1. března 2013 | [ 55 ]            |
| 1399.                                                                                            | 12.    | 16. prosince 2012  | Courchevel             | OS 358            | Tina Mazeová                                                          | Kathrin Zettelová                                                     | Tessa Worleyová                                                       | [ 56 ]            |
| 1400.                                                                                            | 13.    | 19. prosince 2012  | Åre                    | OS 359            | Viktoria Rebensburgová                                                | Anna Fenningerová                                                     | Tina Mazeová                                                          | [ 57 ]            |
| 1401.                                                                                            | 14.    | 20. prosince 2012  | Åre                    | SL 403            | Mikaela Shiffrinová                                                   | Frida Hansdotterová                                                   | Tina Mazeová                                                          | [ 58 ]            |
| 1402.                                                                                            | 15.    | 28. prosince 2012  | Semmering              | OS 360            | Anna Fenningerová                                                     | Tina Mazeová                                                          | Tessa Worleyová                                                       | [ 59 ]            |
| 1403.                                                                                            | 16.    | 29. prosince 2012  | Semmering              | SL 404            | Veronika Velez Zuzulová                                               | Kathrin Zettelová                                                     | Tina Mazeová                                                          | [ 60 ]            |
| 1404.                                                                                            | 17.    | 1. ledna 2013      | Mnichov                | MZ 003            | Veronika Velez Zuzulová                                               | Tina Mazeová                                                          | Michaela Kirchgasserová                                               | [ 61 ]            |
| 1405.                                                                                            | 18.    | 4. ledna 2013      | Záhřeb                 | SL 405            | Mikaela Shiffrinová                                                   | Frida Hansdotterová                                                   | Erin Mielzynskiová                                                    | [ 62 ]            |
| 1406.                                                                                            | 19.    | 12. ledna 2013     | St. Anton              | SJ 356            | Alice McKennisová                                                     | Daniela Merighettiová                                                 | Anna Fenningerová                                                     | [ 63 ]            |
| 1407.                                                                                            | 20.    | 13. ledna 2013     | St. Anton              | SG 187            | Tina Mazeová                                                          | Anna Fenningerová                                                     | Fabienne Suterová                                                     | [ 64 ]            |
| 1408.                                                                                            | 21.    | 15. ledna 2013     | Flachau                | SL 406            | Mikaela Shiffrinová                                                   | Frida Hansdotterová                                                   | Tanja Poutiainenová                                                   | [ 65 ]            |
| 1409.                                                                                            | 22.    | 19. ledna 2013     | Cortina d'Ampezzo      | SJ 357            | Lindsey Vonnová                                                       | Tina Mazeová                                                          | Leanne Smithová                                                       | [ 66 ]            |
| 1410.                                                                                            | 23.    | 20. ledna 2013     | Cortina d'Ampezzo      | SG 188            | Viktoria Rebensburgová                                                | Nicole Schmidhoferová                                                 | Tina Mazeová                                                          | [ 67 ]            |
| 1411.                                                                                            | 24.    | 26. ledna 2013     | Maribor                | OS 361            | Lindsey Vonnová                                                       | Tina Mazeová                                                          | Anna Fenningerová                                                     | [ 68 ]            |
| 1412.                                                                                            | 25.    | 27. ledna 2013     | Maribor                | SL 407            | Tina Mazeová                                                          | Frida Hansdotterová                                                   | Kathrin Zettelová                                                     | [ 69 ]            |
| 1413.                                                                                            | 26.    | 29. ledna 2013     | Moskva                 | MZ 004            | Lena Dürrová                                                          | Veronika Velez Zuzulová                                               | Mikaela Shiffrinová                                                   | [ 70 ]            |
|                                                                                                  |        | 5.–17. února 2013  | Schladming             | Mistrovství světa | Mistrovství světa                                                     | Mistrovství světa                                                     | Mistrovství světa                                                     | Mistrovství světa |
| 1414.                                                                                            | 27.    | 23. února 2013     | Méribel                | SJ 358            | Carolina Ruiz Castillová                                              | Maria Höflová-Rieschová                                               | Marie Marchand-Arvierová                                              | [ 71 ]            |
| 1415.                                                                                            | 28.    | 24. února 2013     | Méribel                | SK 093            | Tina Mazeová                                                          | Nicole Hospová                                                        | Michaela Kirchgasserová                                               | [ 72 ]            |
| 1416.                                                                                            | 29.    | 1. března 2013     | Garmisch-Partenkirchen | SG 189            | Tina Weiratherová                                                     | Tina Mazeová Julia Mancusová                                          | 3. místo neuděleno                                                    | [ 73 ]            |
| 1417.                                                                                            | 30.    | 2. března 2013     | Garmisch-Partenkirchen | SJ 359            | Tina Mazeová                                                          | Laurenne Rossová                                                      | Maria Höflová-Rieschová                                               | [ 74 ]            |
| 1418.                                                                                            | 31.    | 3. března 2013     | Garmisch-Partenkirchen | SG 190            | Anna Fenningerová                                                     | Maria Höflová-Rieschová                                               | Julia Mancusová                                                       | [ 75 ]            |
| 1419.                                                                                            | 32.    | 9. března 2013     | Ofterschwang           | OS 362            | Anna Fenningerová                                                     | Tina Mazeová                                                          | Viktoria Rebensburgová                                                | [ 76 ]            |
| 1420.                                                                                            | 33.    | 10. března 2013    | Ofterschwang           | SL 408            | Tina Mazeová                                                          | Wendy Holdenerová                                                     | Mikaela Shiffrinová                                                   | [ 77 ]            |
| Finále Světového poháru                                                                          |        |                    |                        |                   |                                                                       |                                                                       |                                                                       |                   |
|                                                                                                  |        | 13. března 2013    | Lenzerheide            | SJ cnx            | mlha                                                                  | mlha                                                                  | mlha                                                                  | mlha              |
| 14. března 2013                                                                                  | SG cnx | silný vítr         | silný vítr             | silný vítr        | silný vítr                                                            |                                                                       |                                                                       |                   |
| 1421.                                                                                            | 34.    | 16. března 2013    | Lenzerheide            | SL 409            | Mikaela Shiffrinová                                                   | Bernadette Schildová                                                  | Tina Mazeová                                                          | [ 78 ]            |
| 1422.                                                                                            | 35.    | 17. března 2013    | Lenzerheide            | OS 363            | Tina Mazeová                                                          | Tessa Worleyová                                                       | Lara Gutová                                                           | [ 79 ]            |
| Legenda                                                                                          |        |                    |                        |                   |                                                                       |                                                                       |                                                                       |                   |
| SJ – sjezd, SL – slalom, OS – obří slalom, SG – Super-G, SK – superkombinace, MZ – městský závod |        |                    |                        |                   |                                                                       |                                                                       |                                                                       |                   |

### Konečné pořadí
| Poř. | po všech 35 závodech    | body |
| ---- | ----------------------- | ---- |
| 1.   | Tina Mazeová            | 2414 |
| 2.   | Maria Höflová-Rieschová | 1101 |
| 3.   | Anna Fenningerová       | 1029 |
| 4.   | Julia Mancusová         | 867  |
| 5.   | Mikaela Shiffrinová     | 822  |

| Poř. | po všech 7 závodech     | body |
| ---- | ----------------------- | ---- |
| 1.   | Lindsey Vonnová         | 340  |
| 2.   | Tina Mazeová            | 339  |
| 3.   | Maria Höflová-Rieschová | 272  |
| 4.   | Stacey Cooková          | 244  |
| 5.   | Lara Gutová             | 228  |

| Poř. | po všech 6 závodech     | body |
| ---- | ----------------------- | ---- |
| 1.   | Tina Mazeová            | 420  |
| 2.   | Julia Mancusová         | 365  |
| 3.   | Anna Fenningerová       | 304  |
| 4.   | Lindsey Vonnová         | 286  |
| 5.   | Maria Höflová-Rieschová | 251  |

| Poř. | po všech 9 závodech    | body |
| ---- | ---------------------- | ---- |
| 1.   | Tina Mazeová           | 800  |
| 2.   | Anna Fenningerová      | 480  |
| 3.   | Viktoria Rebensburgová | 411  |
| 4.   | Tessa Worleyová        | 383  |
| 5.   | Kathrin Zettelová      | 382  |

| Poř. | po všech 11 závodech    | body |
| ---- | ----------------------- | ---- |
| 1.   | Mikaela Shiffrinová     | 688  |
| 2.   | Tina Mazeová            | 655  |
| 3.   | Veronika Velez Zuzulová | 500  |
| 4.   | Frida Hansdotterová     | 435  |
| 5.   | Tanja Poutiainenová     | 354  |

| Poř. | po všech 2 závodech     | body |
| ---- | ----------------------- | ---- |
| 1.   | Tina Mazeová            | 200  |
| 2.   | Nicole Hospová          | 160  |
| 3.   | Michaela Kirchgasserová | 89   |
| 4.   | Lara Gutová             | 77   |
| 4.   | Marie-Michèle Gagnonová | 77   |

## Týmová soutěž

### Kalendář
| Finále Světového poháru    |    |                 |             |        |                                                                                              | | |        |
| 7.                         | 1. | 15. března 2013 | Lenzerheide | PG 004 | NěmeckoLena Dürrová Veronique Hroneková Viktoria Rebensburgová Fritz Dopfer Felix Neureuther | ŠvédskoTherese Borssénová Frida Hansdotterová Maria Pietiläová Holmnerová Jens Byggmark Mattias Hargin André Myhrer | ItálieElena Curtoniová Denise Karbonová Daniela Merighettiová Cristian Deville Stefano Gross Davide Simoncelli | [ 80 ] |
| Legenda                    |    |                 |             |        |                                                                                              | | |        |
| PG – paralelní obří slalom |    |                 |             |        |                                                                                              | | |        |

## Pohár národů
| Poř. | po 69 závodech | body  |
| ---- | -------------- | ----- |
| 1.   | Rakousko       | 11103 |
| 2.   | Itálie         | 5815  |
| 3.   | USA            | 5185  |
| 4.   | Francie        | 5076  |
| 5.   | Německo        | 4818  |

| Poř. | po 34 závodech | body |
| ---- | -------------- | ---- |
| 1.   | Rakousko       | 6089 |
| 2.   | Itálie         | 3983 |
| 3.   | Francie        | 3219 |
| 4.   | Norsko         | 2013 |
| 5.   | Německo        | 1923 |

| Poř. | po 34 závodech | body |
| ---- | -------------- | ---- |
| 1.   | Rakousko       | 5014 |
| 2.   | USA            | 3537 |
| 3.   | Německo        | 2895 |
| 4.   | Slovinsko      | 2714 |
| 5.   | Švýcarsko      | 2424 |